# Rainer Maria Rilke
Rainer Maria Rilke (ur. 4 grudnia 1875 w Pradze, Austro-Węgry, zm. 29 grudnia 1926 w sanatorium Valmont koło Montreux, Szwajcaria) – austriacki poeta, reprezentant liryki symbolicznej, prekursor egzystencjalizmu.

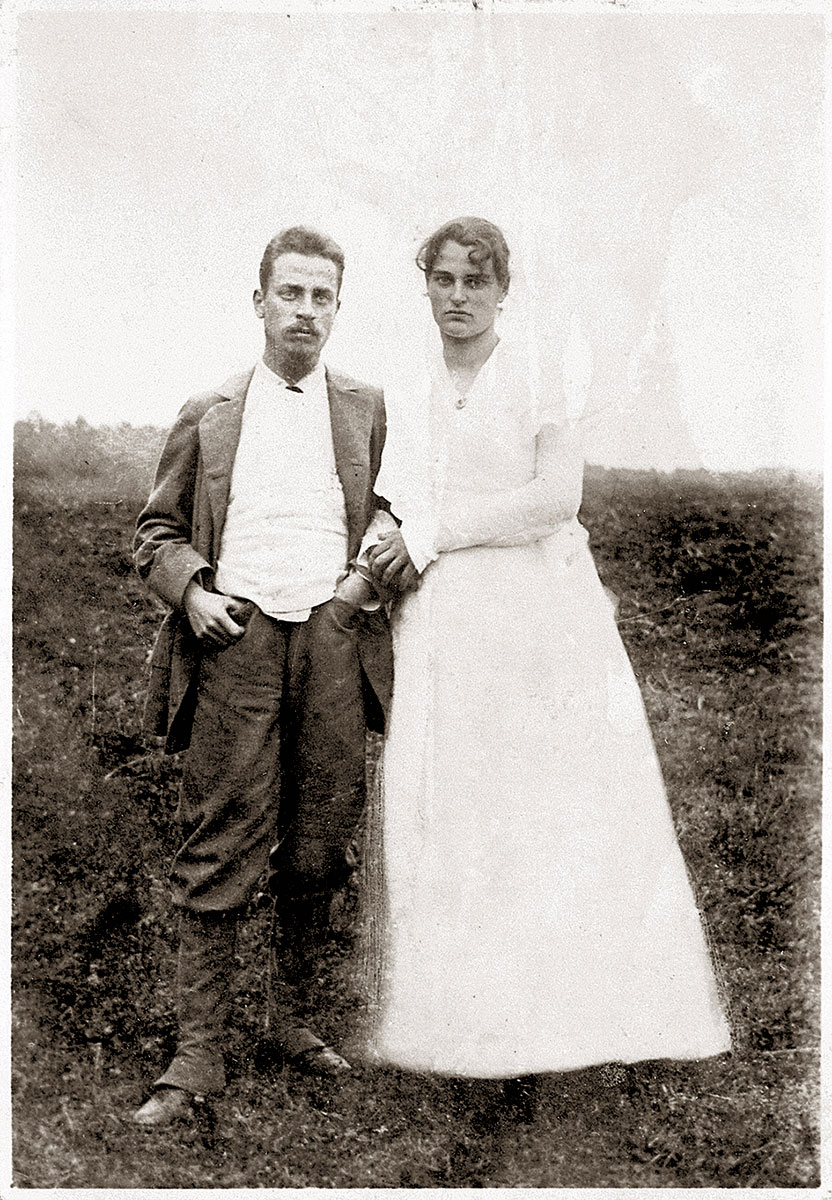
Rainer Maria Rilke i Clara Westhoff (1901)

## Życiorys

### Dzieciństwo
Przyszedł na świat jako René Karl Wilhelm Johann Josef Maria Rilke. Był jedynakiem. Jego dzieciństwo i młodość nie należały do szczęśliwych, przede wszystkim ze względu na nieudane małżeństwo rodziców. Ambicją ojca, Josefa Rilke była kariera wojskowa, która jednak zakończyła się dlań niepowodzeniem, a on sam został pracownikiem kolei. Niespełnione marzenia przelane zostały na syna, czego następstwem było umieszczenie go, wbrew jego woli, w akademii wojskowej. Również relacje z matką, Sophią Entz, nie były najlepsze. Po śmierci pierwszego dziecka płci żeńskiej, emocjonalnie podporządkowała syna jej roli. Do piątego roku życia traktowała go jak dziewczynkę, a nawet ubierała w sukienki – jak sam wspominał po latach, bawiła się z nim, jak gdyby był dużą lalką. Małżeństwo rodziców rozpadło się w 1884, gdy Rilke miał dziewięć lat. Wychowywał się jako katolik, jednak zaczął odrzucać Kościół katolicki ze względu na religijność swojej matki, którą uważał za powierzchowną.

### Okres nauki
Pod naciskiem rodziców w 1886 rozpoczął naukę w akademii wojskowej, którą opuścił w 1891, z pomocą wujka, dostrzegającego nieprzeciętny potencjał chłopca. Dalszą edukację odbywał prywatnie, przygotowując się do matury, po czym w 1895 zapisał się na studia na Uniwersytecie Karola w Pradze. Studiował tam literaturę, historię sztuki i filozofię. W niedługim czasie zaczął kształcić się także w Monachium. 

### Młodość
W kwietniu 1897 w Monachium poznał  rosyjską pisarkę, Louise Andreas-Salomé i zakochał się w niej ze wzajemnością. Pod jej wpływem zmienił swoje pierwsze imię, René na Rainer. Z początku wymieniali ze sobą jedynie listy, ale po pewnym czasie nawiązał się romans, który trwał do 1901, aby następnie przejść w głęboką, dozgonną zażyłość. W sierpniu 1900, u boku Lou  Rilke zwiedzał Moskwę i Petersburg. Była to już jego druga wizyta w Rosji, rok wcześniej poznał tam osobiście Lwa Tołstoja, który wywarł znaczący wpływ na jego twórczość.
Jesienią 1900 poznał rzeźbiarkę, Clarę Westhoff, z którą ożenił się wiosną następnego roku w kolonii artystycznej w Worpswede. W grudniu 1901 przyszła na świat ich córka, Ruth. Latem następnego roku, Rilke opuścił rodzinę i udał się do Paryża, gdzie pracował nad monografią francuskiego rzeźbiarza Auguste Rodina. W oddaleniu od żony i córki pozostał już do końca życia; często podróżował w poszukiwaniu środków utrzymania.
Z tego okresu pochodzą jego najważniejsze zbiory poetyckie: Księga obrazów (1902) i Księga godzin (1905).
Pierwsze lata w Paryżu nie były dla Rilkego łatwe. Zetknął się ze środowiskami modernistów. Szczególnie istotne było zapoznanie się z obrazami Paula Cézanne’a. Wkrótce nastąpiła wręcz twórcza eksplozja, powstały takie dzieła Rilkego, jak Poezje nowe (Neue Gedichte, 1907), Poezji nowych część wtóra (Der neuen Gedichte anderer Teil, (1908), dwa epitafia Requiem (1909), poemat Życie Maryi (1913) oraz proza Zapiski Malte Lauridsa Brigge, pisana w latach 1904–1910.

### Kryzys literacki
Po ukazaniu się Pamiętników Malte Lauridsa Brigge nastał czas literackiego kryzysu, trwającego łącznie dwanaście lat. Zakończył się w lutym 1922 ukończeniem pisanych od 1912 Elegii duinejskich.
Wybuch I wojny światowej zaskoczył Rilkego w trakcie wizyty w Niemczech i uniemożliwił powrót do Paryża, gdzie jego majątek uległ konfiskacie i został zlicytowany. Okres wojny spędził głównie w Monachium. Trauma wojenna, spotęgowana przez reminiscencje z okresu akademii wojskowej spowodowała niemal zupełną niemoc twórczą.

### Kres życia

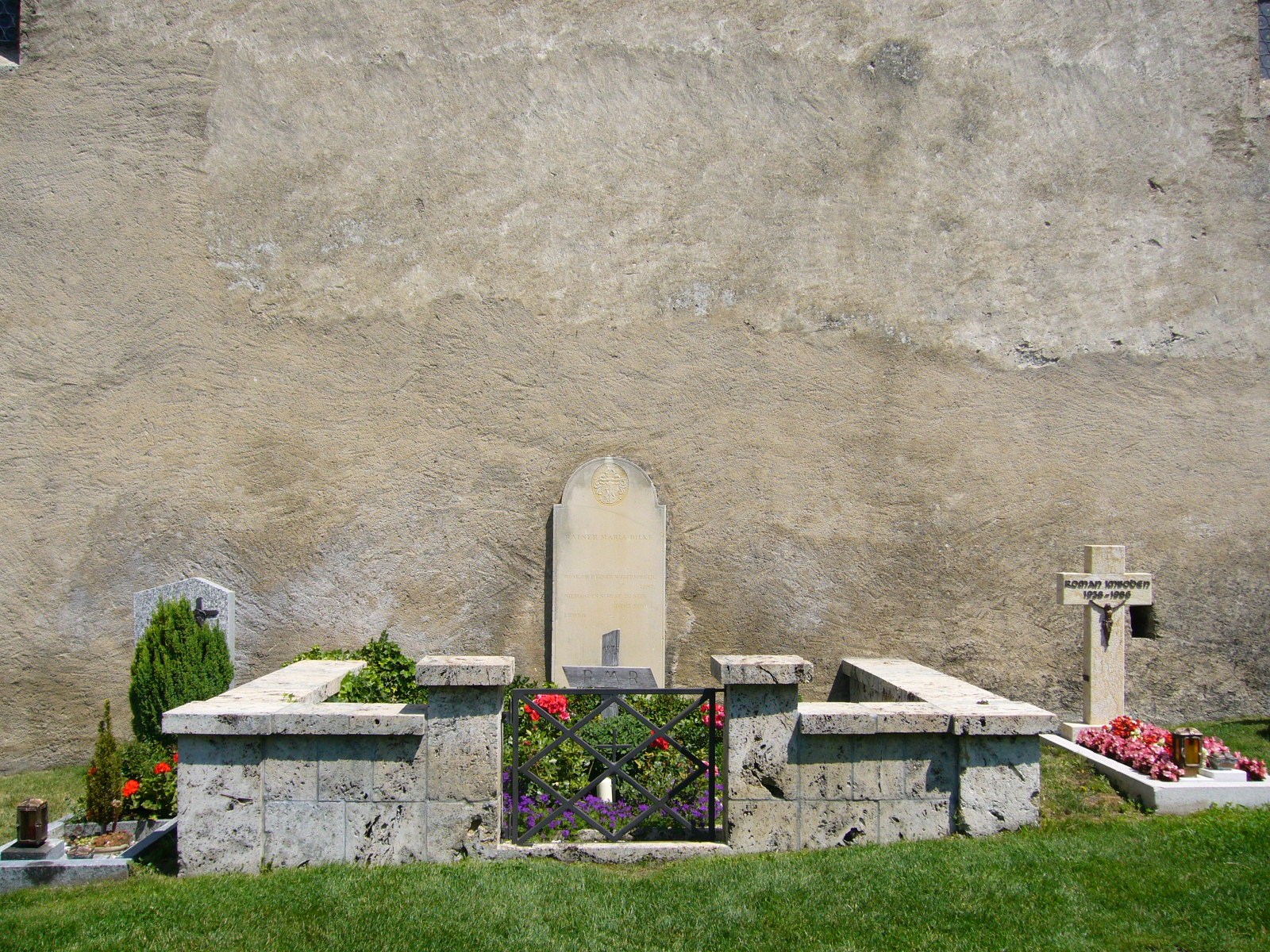
Grób poety

Poproszony o wygłoszenie wykładu w Zurychu, Rilke opuścił Monachium 11 czerwca 1919 i udał się do Szwajcarii. Uczynił to z radością, chcąc uciec od powojennego chaosu i oddać się pracy nad Elegiami duinejskimi. W Szwajcarii związał się z malarką Baladine Klossowską, a ich związek trwał do śmierci poety w 1926. W Szwajcarii nie potrafił znaleźć miejsca stałego pobytu, mieszkał w Soglio, Locarno i Berg am Irchel. Latem 1921 zamieszkał w Château de Muzot, pracując nad Elegiami aż do ich ukończenia w lutym 1922. Zarówno w trakcie, jak również po opublikowaniu dzieła, pisał Sonety do Orfeusza. Obecnie uważa się te dwa cykle poetyckie za szczytowe osiągnięcia w twórczości Rilkego, istnieją także głosy, uznające Poezje nowe za doskonalsze utwory.
Od 1923 zaczął coraz bardziej podupadać na zdrowiu i zmuszony był przebywać w sanatorium. Wiedziony potrzebą zmiany otoczenia, w 1925 na krótko przeniósł się do Paryża. Pomimo trudności zdrowotnych nieustannie pisał wiersze.
Niedługo przed śmiercią zdiagnozowano u niego białaczkę. Zmarł 29 grudnia 1926 w sanatorium Val-Mont w wieku 51 lat. Powodem śmierci było prawdopodobnie zakażenie, jakiego doznał raniąc się kolcem róży. Ciało złożono 2 stycznia 1927 w Raron (kanton Valais). Na steli nagrobnej wyryto ułożone przez poetę epitafium:
| Rose, oh reiner Widerspruch, Lust, Niemandes Schlaf zu sein unter soviel Lidern. | Różo, sprzeczności czysta, pragnienie, by stać się snem niczyim pod tylu powiekami. (przeł. A. Lam) | Różo, och czysta sprzeczności, rozkoszy, być snem niczyim pod tak wielu powiekami. (przeł. M. Jastrun) |

W 1938 Adolf Hitler kupił popiersie Rilkego, chociaż jest pewne, że nigdy nie był jego czytelnikiem ani wielbicielem. Za sprawą dyktatora faworyzowano go w III Rzeszy, akcentując jego niemieckość, rzekomą sudeckość i odrzucenie chrystianizmu, nie zważając przy tym na rzeczywisty dorobek artystyczny Rilkego.

## Inspiracje
- W młodości wysoce cenił Schillera, uczył się jego ballad na pamięć.
- Odbył wiele podróży zagranicznych (Włochy, kraje skandynawskie, Hiszpania, Afryka Północna), w trakcie których powstało wiele jego poematów.
- Dojrzała twórczość ukształtowała się głównie pod wpływem Lwa Tołstoja, podziwiał religijność narodu rosyjskiego; od tego czasu rozwijały się wątki mistyczne w jego poezji.
- Ważny wpływ wywarła na niego przyjaźń z Augustem Rodinem, o którym pisał pracę, a także u którego pracował w charakterze sekretarza.
- Czerpał również z doświadczeń symbolizmu francuskiego oraz rodzimej tradycji.

## Wpływ na polską literaturę
W okresie międzywojennym Rilke był w Polsce dość dobrze znany, głównie dzięki przekładom.
Poezje Rilkego tłumaczone były na język polski m.in. przez Witolda Hulewicza (Księga godzin i wybór innych wierszy, powieść Malte), Mieczysława Jastruna (wybór z różnych zbiorów i wierszy rozproszonych, Elegie duinejskie, Sonety do Orfeusza), Janinę Brzostowską, Józefa Wittlina, Stefana Napierskiego, Artura Sandauera (wybór z różnych zbiorów), Juliana Przybosia (pojedyncze wiersze), Adama Pomorskiego (obszerny wybór z całości, elegie i sonety), Andrzeja Lama (Poezje zebrane), Ryszarda Mierzejewskiego (Różo, czysta sprzeczności... Wiersze wybrane) oraz Krzysztofa Kamila Baczyńskiego, który opatrywał swe wiersze cytatami z jego poezji.
W poezji Jastruna i Baczyńskiego wyraźne widoczne są ślady inspirowania się Rilkem. Można je znaleźć także u Brunona Schulza i Stanisława Grochowiaka. Zbigniew Herbert po rilkeańsku patrzył na kwestię śmierci, jak zauważa Katarzyna Kuczyńska-Koschany w swej książce Rilke poetów polskich. Wskazuje w tej publikacji również innych poetów, na których Rilke miał wpływ: Julię Hartwig, Artura Międzyrzeckiego, Stanisława Barańczaka, Adama Zagajewskiego i zwraca uwagę na utwory, w których Tadeusz Różewicz polemizuje z Rilkem (choćby w dramacie Do piachu).

## Spuścizna

### Poezja
Rilke debiutował zbiorem Leben und Lieder (1894). Jego liryka rozwija muzyczne aspekty słowa, jest bardzo melodyjna, pełna wysublimowanych form językowych, bogata w słownictwie. Jest sposobem filozoficznego poznania, wielką poezją idealistyczną. Niejednokrotnie poeta wyraża w swych wierszach niepokoje egzystencjalne współczesnego człowieka, często porusza temat tragicznego splotu miłości i śmierci. Księga godzin to nowatorski zbiór liryki religijnej, inspirowanej przemyśleniami renesansowych i barokowych mistyków niemieckich. Nazywa w nim Boga „głęboką ciemnością”, odkrywając jednocześnie istnienie nierozerwalnego związku między człowiekiem a Bogiem (wiersz Co zrobisz, gdy ja umrę, Panie?). Szczytowym osiągnięciem europejskiego symbolizmu są nastrojowe liryki z Księgi obrazów. Zbiór Nowe poezje przynosi już utwory w pełni współczesne i świadczy o ukształtowaniu nowej wrażliwości artystycznej. Wiersze religijne mają teraz postać apokryfów (Abisag, Ogród oliwny), liryka filozoficzna staje się bardziej hermetyczna, uczucia i namiętności - wyciszone. Większość tekstów dotyczy śmierci (np. w wierszu Orfeusz, Hermes, Eurydyka śmierć zdaje się jakąś niepojętą formą życia). Do największych arcydzieł liryki współczesnej należą Elegie duinejskie (cykl 10 utworów) oraz Sonety do Orfeusza (55 utworów).
- Życie i pieśni (Leben und Lieder, 1894)
- Ofiary dla Larów (Larenopfer, 1896)
- Uwieńczony marzeniem (Traumgekrönt, 1897)
- Adwent (Advent, 1898)
- Sobie na świętowanie (Mir zur Feier, 1900)
- Księga godzin (Das Stundenbuch, 1899–1905)
- Księga obrazów (Das Buch der Bilder, 1902–1906)
- Poezje nowe (Neue Gedichte, 1907)
- Poezji nowych część wtóra (Der neuen Gedichte anderer Teil, 1908)
- Requiem (1908)
- Życie Maryi (Das Marien–Leben, 1912)
- Elegie duinejskie (Duineser Elegien, 1912–1922)
- Sonety do Orfeusza (Die Sonette an Orpheus, 1922; napisane jako epitafium dla córki przyjaciół Rilkego, 19-letniej tancerki Wery Ouckama Knoop)
- Vergers (1926)
- Les Quatrains Valaisans (1926)
- Les Roses (1927)
- Les Fenêtres (1927)

### Proza
- Powiastki o Panu Bogu (Das Buch vom lieben Gott und anderes, 1900)
- Auguste Rodin (1903)
- Pieśń o miłości i śmierci korneta Krzysztofa Rilke (Die Weise von Liebe und Tod des Cornets Christopher Rilke, 1906) – dzieło, od którego rozpoczęła się jego światowa sława; powieść prozą (z elementami ballady)
- Pamiętniki Malte Lauridsa Brigge(inne języki) (Die Aufzeichnungen des Malte Laurids Brigge, 1910) – powieść autobiograficzna, odzwierciedlająca poważny kryzys psychiczny pisarza. Była to zapowiedź nurtu egzystencjalnego w literaturze światowej

### Listy
Istotną częścią spuścizny po Rilkem są jego listy, pisane między innymi do Mariny Cwietajewej, Auguste'a Rodina, André Gide'a, Claire Goll, Hugona von Hofmannsthala, Lou Andreas-Salomé czy Borysa Pasternaka. Po jego śmierci zostały zebrane i wydane w osobnych tomach. Do najważniejszych należą zbiory:
- Zebrane listy w sześciu tomach (Gesammelte Briefe in sechs Bänden, 1936–1939), opublikowane przez córkę, Ruth Sieber-Rilke oraz Carla Siebera
- Listy (Briefe, 1950), opublikowane przez Archiwum Rilkego w Weimarze
- Listy w dwóch tomach (Briefe in zwei Bänden, 1991), opublikowane przez Horsta Nalewskiego

## Książki na temat Rilkego w języku polskim
- Barbara Surowska-Sauerland, Metamorfozy stylu w twórczości Rainera Marii Rilkego. Od lat najwcześniejszych po okres paryski, Warszawa 1992.
- Barbara Surowska-Sauerland, Młody Rilke, Gdańsk 1994.
- "Do Polski przyjadę ...". Rainer Maria Rilke w oczach krytyki polskiej, Wrocław 1995.
- Katarzyna Kuczyńska-Koschany, Rilke poetów polskich, Wrocław 2004, Toruń 2017.
- Donald Prater, Dźwięczące szkło. Rainer Maria Rilke. Biografia, Warszawa 2004.
- Barbara Surowska-Sauerland, Związki Rainera Marii Rilkego z dziedziną sztuk pięknych, Warszawa 2008.
- Rilke po polsku, Warszawa 2009.
- Katarzyna Kuczyńska-Koschany, Rycerz i Śmierć. O Elegiach duinejskich Rainera Marii Rilkego, Gdańsk 2010.
- Waldemar Gakan, Recepcja twórczości Rainera Marii Rilkego w Polsce 1903-2003, Opole 2011.
- Bożena Borucka, "Zaraźliwe piękno: >Malte< R. M. Rilkego jako źródło inspiracji dla >Pięknej choroby< M. Jastruna", Warszawa 2016.
- Fritz J. Raddatz, Rainer Maria Rilke. Byt niezmierzony. Biografia, Warszawa 2019.
- Rainer Maria Rilke: Różo, czysta sprzeczności... Wiersze wybrane/Rose, reiner Widerspruch... Ausgewählte Gedichte. Wybrał, z niemieckiego przełożył i opracował Ryszard Mierzejewski, Pieszyce 2021